# The Cakekitchen
The Cakekitchen, inizialmente The Cake Kitchen, è un gruppo musicale neozelandese attivo dal 1988. Venne fondato da Graeme Jefferies che è anche l'unico membro costante della formazione oltre che l'autore dei brani e, con questa denominazione, ha pubblicato in venti anni di attività 14 album.

## Storia
Graeme Jefferies fondò nel 1988 un duo col batterista Robert Key alla quale diede il nome preso da un proprio album solista del 1988, Messages for the Cakekitchen; si aggiunse poi la bassista Rachel King e il gruppo così formato registrò nel 1990 un EP omonimo, pubblicato in Nuova Zelanda dalla Flying Nun Records; Jefferies si trasferì a Londra l'estate dello stesso anno dove riformò il gruppo, modificandone il nome in The Cakekitchen, sostituendo gli altri due membri con Keith McLean al basso e Huw Dainow alla batteria; nel 1991 la Homestead Records pubblicò negli USA due album, Time Flowing Backwards e World of Sand, contenenti entrambi brani registrati dal 1988 al 1990 con la formazione precedente.
Con la nuova formazione venne pubblicato nel 1993, con materiale registrato interamente in Inghilterra, l'album From the Sun, pubblicato negli USA sempre dalla Homestead e dalla Raffmond Records in Germania. Successivamente, per i nuovi album, Jefferies suonò praticamente tutti gli strumenti a parte la batteria che fu suonata invece da Jean-Yves Douet; l'album, Stompin' Thru the Boneyard, venne pubblicato dalla Merge Records nel 1995, seguito, nel 1996, da The Devil and the Deep Blue Sea pubblicato in Germania dalla Raffmond e in USA dalla Merge Records: i brani vennero registrati da luglio 1993 a dicembre 1994 in New Zealand, Francia e USA con Jean-Yves Douet alla batteria e al basso, con la collaborazione in alcuni brani di Hamish Kilgour e Alastair Galbraith. Seguì lo stesso anno un altro album, Everything's Going to Work Out Just Fine, pubblicato nel Regno Unito dalla Freek Records e registrato con Markus Acher alla batteria.
Nel 1998 venne pubblicato in Germania dalla Eggbox un nuovo album, Talkin to Me in My Sleep, con brani registrati in Germania dal 1996 al 1998.
Con una nuova formazione comprendente oltre a Jefferies anche Mathis Mayr al violoncello, Michael Heilrath al basso, Markus Acher alla batteria, Salewski alle percussioni, Osamu Nambu al violino, venne registrato a Monaco, da agosto 2002 ad aprile 2003, un nuovo album nel 2003, How Can You Be So Blind?, che venne pubblicato sempre in Germania dalla Hausmusik.
Trasferitosi in Australia nel 2009, qui registrò oltre 30 canzoni con uno studio portatile spedito dalla Germania a Sidney. Una selezione di queste costituì l'album Kangaroos in My Top Paddock, pubblicato nel 2011 in USA dalla Violet Times e in Nuova Zelanda dalla Eggbox.

## Discografia
Album in studio
- 1991 - Time Flowing Backwards
- 1991 - World of Sand
- 1993 - Far from the Sun
- 1995 - Stompin' Thru the Boneyard
- 1996 - The Devil and the Deep Blue Sea
- 1996 - Everything's Going to Work Out Just Fine
- 1998 - Talkin to Me in My Sleep
- 2003 - How Can You Be So Blind?
- 2005 - Put Your Foot Inside the Door
- 2006 - Everything's Driving You Crazy Cos You Just Can't Get What You Want
- 2007 - Stories for Late at Night
- 2011 - Kangaroos in My Top Paddock
- 2012 - Calm Before the Storm
- 2020 - Trouble Again in This Town

EP
- 1990 - The Cake Kitchen (come "The Cake Kitchen")
- 1995 - Sonnenallee (Sonnenallee + Always Out Of Reach + versione demo)

Singoli
- 1995 - Bald Old Bear - Down at the Cooler
- 1995 - Little Foxes - Wildegeeses
- 2006 - Honeypod in My Head

Cofanetto
- 2016 - Winter of Discontent (cofanetto con quattro EP)